# Лез-Эссар (Приморская Шаранта)
Лез-Эсса́р (фр. Les Essards) — коммуна во Франции, находится в регионе Пуату — Шаранта. Департамент коммуны — Шаранта Приморская. Входит в состав кантона Сен-Поршер. Округ коммуны — Сент.
Код INSEE коммуны — 17154.

## Население
Население коммуны на 2010 год составляло 615 человек.
| 1962 | 1968 | 1975 | 1982 | 1990 | 1999 | 2010 |
| ---- | ---- | ---- | ---- | ---- | ---- | ---- |
| 463  | 430  | 390  | 412  | 445  | 485  | 615  |